# Mickey et le Haricot magique
Pour plus de détails, voir Fiche technique et Distribution.
Mickey et le Haricot magique (titre original : Mickey and the Beanstalk) est un moyen métrage d'animation américain réalisé par Walt Disney Productions, sorti initialement le 27 septembre 1947, comme une séquence du film Coquin de printemps,,.

## Synopsis
La harpe chantante possède le don d'offrir la joie, la beauté et le bonheur autour d'elle, protégeant la Vallée enchantée. Par un beau matin de printemps, d'une fenêtre du château, la harpe entame une chanson et entraîne les moutons, une vache et un taureau, des corbeaux dans une farandole de joie. Mais une sombre nuit, elle est enlevée par un inconnu. La vallée n'étant plus protégée par un charme, elle périclite. Trois fermiers de la vallée, Mickey, Donald et Dingo, tentent de survivre en se partageant des tranches de pain transparentes et un unique haricot. Mais Donald n'en peut plus : il envisage de tuer la vache à coup de hache tellement la faim le rend fou.
Mickey revient du village et déclare avoir acheté des haricots magiques, ce qui déplait à Donald. Mickey devait les planter à la pleine lune. Les haricots poussent une fois la nuit tombée. La maison est alors emmenée dans les nuages, ses occupants endormis risquant de tomber à maintes reprises. À leur réveil, ils se retrouvent face à un château au milieu des nuages.

## Fiche technique
- Titre original : Mickey and the Beanstalk
- Réalisateur : Hamilton Luske, Bill Roberts
- Scénario : Joe Rinaldi, Bill Peet, Homer Brightman
- Animateur : John Lounsbery, Wolfgang Reitherman
- Producteur : Walt Disney
- Montage : Anthony Gerard
- Production : Walt Disney Productions
- Distributeur : RKO Radio Pictures
- Pays de production :  États-Unis
- Langue : anglais
- Format : couleur (Technicolor) – 35 mm – 1,37:1 – mono (RCA Sound System)
- Genre : dessin animé
- Durée : 29 minutes
- Date de sortie :
  - États-Unis : 27 septembre 1947

## Distribution

### Voix originales
- Walt Disney : Mickey Mouse
- Clarence Nash : Donald Duck
- Pinto Colvig : Goofy
- Sterling Holloway : Narrateur
- Edgar Bergen : Narrateur
- Billy Gilbert : Willie the Giant
- Anita Gordon : Singing Harp

Doublage de 1963
- Paul Frees : Professor Ludwig von Drake (narrateur)

### Voix françaises
Doublage de 1993, basé sur la version de 1963 racontée par le Professeur Ludwig van Drake alias Donald Dingue et son petit compagnon, Herman.
- Roger Carel : Donald Dingue
- Jackie Berger : Herman
- Jean-François Kopf : Mickey Mouse
- Sylvain Caruso : Donald Duck
- Gérard Rinaldi : Dingo
- Bénédicte Lécroart : la Harpe Magique
- Richard Darbois : Willie le Géant

## Commentaires

### Production
L'origine du film remonte au 2 mai 1940 avec le début de l'écriture d'un scénario pour un film allongé comportant le trio vedette du studio Mickey Mouse, Donald Duck et Disney dans une adaptation du conte  Jack et le Haricot magique. L'idée de ce film proche du long métrage n'est apparue selon Leonard Maltin, qu'après la décision d'inclure la séquence L'Apprenti sorcier au long métrage Fantasia (1940), court métrage presque achevée à la mi-juin 1938. L'adaptation du conte est située par l'équipe de Disney dans la Vallée Enchantée (Happy Valley) prévue comme un court métrage allongé de Mickey Mouse. Disney avait déjà adapté ce conte en 1922 avec Jack and the Beanstalk produit par son studio Laugh-O-Gram alors qu'il vivait encore à Kansas City ; malheureusement il n'existe aucune copie connue de ce film. Une seconde adaptation du conte, beaucoup plus libre, a été réalisée en 1933 avec Giantland, Mickey incarnant Jack. D'après le scénariste Joe Grant, Walt revisitait souvent ses anciennes productions afin de les améliorer ou de les rendre au goût du jour.
Le moyen métrage reprend à nouveau le principe de la lutte entre Mickey et un géant, aussi évoqué dans Le Brave Petit Tailleur (1938), mais avec les bases du conte avec Jack, l'escalade et la coupe, du haricot géant issue du conte. Mickey est ici accompagné de Donald Duck et Dingo, la première apparition du trio dans un long métrage. Parmi les nombreux animaux présentés au début de la séquence, on peut noter des ressemblances graphiques avec d'autres productions du studio : les moutons avec ceux de Lambert le lion peureux (1952), le taureau avec Ferdinand le taureau (1938), les corbeaux avec ceux de Pinocchio. La harpe magique est d'après Grant un croisement entre Marilyn Monroe et l'instrument de musique. Le géant n'est pas un géant ordinaire car il possède lui aussi des dons, celui de se métamorphoser, de changer de taille et même de se rendre invisible grâce à une phrase magique. Selon Grant, en dehors de la différence de taille, il possède un regard proche de celui de Simplet.
Comme à l'accoutumée dans les courts métrages du trio, les situations hilarantes sont provoquées par Donald et les maladresses de Dingo. Les gags lors de la poussée du haricot et ceux de la table à manger ont été conçus dès l'été 1940 ainsi que le personnage de la harpe chantante, aussi nommée harpe-cantatrice. La scène de lutte entre Dingo et un plat de gelée aurait, d'après Jerry Beck, été réalisée sous la direction de Jack Kinney.
C'est en 1946 alors que Wolfgang Reitherman insiste auprès de Walt Disney pour enregistrer la voix de Mickey Mouse pour la séquence Mickey et le Haricot Magique. Walt cesse de s'excuser d'être trop occupé avec le reste de ses activités et demande à Jim MacDonald, un technicien du son expérimenté de le remplacer. Mickey et le Haricot Magique est donc le dernier film où Walt Disney double la voix de Mickey, à cause de sa voix trop enrouée par la cigarette, et est remplacé par Jim MacDonald,. Walt Disney et Jim MacDonald se partagent le travail dans ce film, MacDonald réalisant la voix de fausset que Disney ne parvient plus à atteindre. La voix originale du géant Willie est donnée par Billy Gilbert, acteur reconnu pour ces mimiques de violentes éruptions nasales d'où la scène avec la poudre de tabac.
La séquence finale mêle à nouveau l'animation et la prise de vue réelle et est célèbre par le gag avec le géant Willie soulevant le toit de la maison d'Edgar Bergen puis repartant dans Hollywood, se coiffant avec le Brown Derby, un célèbre restaurant avec une devanture à l'aspect d'un chapeau melon.

### Analyse
Pour Maltin cette seconde séquence de Coquin de printemps est aussi inférieure à ce que l'on attend d'un long métrage, trop proche du court métrage étendu devenu moyen métrage. Selon Maltin, la critique a bien accueilli le film comme un retour de Disney dans son « territoire » mais ce n'est qu'avec La Mare aux grenouilles, séquence du film Le Crapaud et le Maître d'école (1949) que Disney a de nouveau impressionné ses admirateurs avec l'inventivité qu'ils attendaient.
Bob Thomas voit dans la séquence du Haricot magique une tentative de Walt Disney pour repositionner Mickey comme une vedette de l'animation, carrière qui avait été suspendue durant la Seconde Guerre mondiale. Toutefois Donald et Dingo, utilisés comme personnages de secondaires sont à l'origine des scènes comiques.
Sean Griffin s'interroge sur le fait qu'une fois de plus plusieurs personnages masculins partagent leur vie et leur travail sans présence féminine, dans son étude sur l'homosexualité chez Disney. Le trio étaient dans une situation similaire dans Mickey's Service Station (1935), Le Déménagement de Mickey (1936), Nettoyeurs de pendules (1937), Les Revenants solitaires (1937) et La Remorque de Mickey (1938).